# Walter Martos
Walter Roger Martos Ruiz (Cajamarca, 11 febbraio 1957 – Lima, 7 gennaio 2025) è stato un politico e militare peruviano.

## Biografia
Nato l'11 febbraio 1957 nella città di Cajamarca, frequenta la Scuola militare di Chorrillos dove si laurea nel 1978 in ingegneria. Successivamente consegue un master in gestione e sviluppo presso la Scuola Superiore di Guerra dell'Esercito e presso l'Istituto Scientifico e Tecnologico dell'Esercito.
Diviene poi segretario generale del Comando generale dell'Esercito. Nel 2010 viene nominato comandante generale del Comando dell'educazione e della dottrina, mentre l'anno dopo diventa comandante generale della Regione militare del nord. Nel 2013 passa ad essere prima Capo di Stato Maggiore Generale dell'Esercito e infine presidente dei capi di Stato Maggiore Congiunti delle forze armate.

### Carriera politica
Il 3 ottobre 2019, in qualità di generale in pensione, Martos presta giuramento come ministro della difesa del Perù all'interno del gabinetto politico del presidente Vizcarra.
In seguito al voto di sfiducia del Congresso al gabinetto di Pedro Cateriano, nell'agosto 2020 il presidente della Repubblica Martín Vizcarra nomina Walter Martos primo ministro del Perù. In tale posizione rimane per circa tre mesi, quando si dimette, insieme al suo gabinetto politico, a causa della messa in stato d'accusa del presidente Vizcarra.